# 5172 Yoshiyuki
Az 5172 Yoshiyuki (ideiglenes jelöléssel 1987 UX1) a Naprendszer kisbolygóövében található aszteroida. Ueda Szeidzsi és Kaneda Hirosi fedezte fel 1987. október 28-án.